# Angelica l'indomabile
Angelica l'indomabile (Indomptable Angélique) è un romanzo del 1960 scritto da Anne e Serge Golon. Si tratta del quarto libro della serie di romanzi di Angelica.
In Italia il romanzo è stato pubblicato per la prima volta nel 1965 dalla casa editrice Garzanti. Successivamente il romanzo è stato ristampato diverse volte e, a partire dallo stesso 1965, è stato spesso ristampato diviso in due romanzi distinti intitolati Angelica l'indomabile (comprendente le prime due parti del romanzo) e Angelica schiava d'Oriente (comprendente le ultime due parti del romanzo).

## Trama

### Parte prima - La partenza
Angelica si reca da Desgrez per chiedergli il suo aiuto ma l'uomo la caccia in malo modo, visto che l'ultima volta che si erano visti si erano separati con la promessa di non rivedersi mai più. Quella notte però, Desgrez si intrufola di nascosto in casa della donna e lei lo supplica di aiutarla a ritrovare suo marito Goffredo di Peyrac che è certa sia ancora vivo. Desgrez le rivela di essere da anni a conoscenza del fatto che Peyrac non venne bruciato sul rogo e che presumibilmente morì annegato durante il suo trasferimento via fiume in altra prigione. L'uomo la informa di aver indagato personalmente e di esser giunto alla conclusione che un vagabondo lebbroso che era stato ospitato per alcuni giorni dai monaci di Porcheville nel febbraio 1661 fosse in realtà Peyrac. Desgrez la informa inoltre che tre anni prima un certo Padre Antonio che era stato cappellano delle prigioni si era recato da lui per avere informazioni su Angelica forse su ordini dello stesso Peyrac. Appreso che Padre Antonio si trova ora a Marsiglia, Angelica decide di partire per a parlargli ma Desgrez la informa che per ordine del re le è proibito lasciare Parigi e che lui è stato incaricato dal sovrano di sorvegliarla. L'uomo si offre di aiutarla nella ricerca del suo primo marito a patto che lei non tenti di partire, ma la donna rifiuta l'offerta. 
Intuito che Goffredo nei panni del lebbroso doveva esser tornato a Parigi per prelevare dell'oro nascosto e ricordando le parole di un anziano servitore che diceva di averne visto il fantasma nei pressi della cappella del palazzo, Angelica vi si reca e dopo un’accurata ispezione riesce a trovare l'ingresso di un vano segreto dove il marito doveva aver nascosto oro e gioielli.
Mentre tenta di lasciare la città per recarsi a Saint-Cloud a prendere Florimondo, Angelica viene fermata dalle guardie che le intimano di rientrare a Parigi. Decisa a trovare comunque un modo per raggiungere Marsiglia, la donna pianifica il destino dei figli mentre lei sarà lontano: Carlo Enrico verrà inviato con la domestica Barbara a Plessis mentre Florimondo, lasciata la carica di paggio al servizio di Monsieur, sarebbe stato affidato allo zio Padre Raimondo di Sancé e fatto entrare in collegio della Compagnia di Gesù. Parlando con Florimondo, Angelica scopre che sia lui che il defunto Cantor sapevano da tempo di essere figli del conte di Peyrac e che anche loro hanno sempre supposto fosse ancora vivo. Florimondo poi mostra alla madre il sotterraneo del pozzo che sbuca in una cappella nella foresta di Vincennes e che Peyrac potrebbe aver usato per tornare nel suo palazzo per recuperare l'oro.
Servendosi del passaggio sotterraneo Angelica lascia Parigi e si reca insieme a Flipot a Marsiglia dove riesce a parlare con Padre Antonio. Il sacerdote le rivela di aver incontrato Peyrac poco tempo dopo il rogo e di averlo curato, poi lo ha aiutato a fuggire da Parigi facendolo mescolare a dei galeotti diretti a Marsiglia. Tra di essi Peyrac ritrovò il servo Kuassi-Ba ed insieme a lui fuggì a bordo di una barca da pesca. L'uomo informa Angelica di non avere mai più incontrato Peyrac ma che alcuni anni prima il mercante arabo Mohammed Raki gli chiese, su suo ordine, di recarsi a Parigi per chiedere informazioni su Angelica. Decisa a ritrovare il mercante e appreso che suo zio, il commerciante Alì Mektub, vive a Candia la donna decide di recarvisi per avere ulteriori informazioni. Al porto Angelica trova Savary, farmacista di Parigi, diretto anch'egli a Candia e poi in Persia. Nessuna nave sembra però disposta a condurre i due sull'isola, Angelica perché in quanto donna rischierebbe di finire poi in qualche harem e Savary perché privo dei soldi necessari per pagare il viaggio.
Tornata nell'albergo dove soggiorna Angelica viene avvisata da Flipot che Desgrez, il quale ha scoperto della sua fuga e si trova a Marsiglia, sta venendo a cercarla proprio in albergo. Con l'aiuto della locandiera i due riescono a fuggire e a raggiungere l'Ammiragliato dove Angelica riesce a convincere il duca di Vivonne a condurla a Candia seducendolo.
La mattina seguente, con al suo seguito Flipot e Savary, Angelica parte per Candia.

### Parte seconda - Candia
Mentre Vivonne le mostra la galera su cui è imbarcata, Angelica riconosce tra i galeotti il suo amico d'infanzia Nicola Merlot che, dopo il tafferuglio alla fiera di Saint Germain, tutti credevano morto e che invece, da quasi dieci anni, scontava i suoi delitti nelle galere del re. 
Mentre naviga nei pressi dell'isola di Capraia, la flotta di galere viene attaccata dallo sciabecco del Rescator, celebre pirata mascherato. Dopo aver colato a picco una galera e liberato i detenuti mori da un'altra, il pirata se ne va per la sua strada ma Vivonne decide d'inseguirlo a bordo di un'altra galera lasciando Angelica affidata alle cure del suo secondo, La Brossardière. Durante la notte, mentre infuria una tempesta, Nicola e altri galeotti si liberano ed uccidono tutti gli ufficiali prendendo possesso della galera. Con il peggiorare del maltempo i detenuti decidono di dirigersi verso un piccolo porto mentre Nicola con alcuni amici lascia la nave a bordo di una feluca portando con sé una contrariata Angelica. La feluca fa naufragio andando a sbattere contro le rocce ma il gruppo riesce comunque a raggiungere la riva a nuoto. L'indomani Nicola tenta di violentare Angelica ma è interrotto dall'arrivo del tenente Millerand, sopravvissuto alla strage degli ufficiali, con il quale inizia una lotta. Durante il combattimento Nicola indietreggia sempre più verso l'orlo della scogliera precipitando di sotto. Angelica e Millerand si incamminano poi lungo la costa fino a quando vengono catturati da dei briganti e condotti nel castello del signor Paolo Visconti. Qui Angelica ritrova Flipot ed insieme a lui e a Savary riesce a fuggire e a lasciare l'isola a bordo della nave di Melchiorre Pannassave, mercante marsigliese.
In acque napoletane vengono attaccati dal corsaro Marchese d'Escrainville e fatti suoi prigionieri. Per aver preso le difese di una ragazza a bordo - Ellis – che veniva maltrattata dall'equipaggio, Angelica viene picchiata e violentata da d'Escrainville. Quando successivamente Angelica prende le difese di un'altra donna  a bordo, il corsaro la rinchiude insieme agli uomini più violenti del suo equipaggio. Solamente grazie all'intervento di Coriano il monocolo, secondo di d'Escrainville, la donna viene salvata prima di essere violentata da essi. L'uomo tuttavia precisa di non averlo fatto per bontà d'animo ma solo perché con la sua bellezza potrà essere facilmente venduta al mercato di Candia per un ottimo prezzo. Angelica cade poi in uno stato febbrile che si protrae per un mese, durante il quale d'Escrainville ha venduto a Livorno Flipot,  Pannassave è riuscito a fuggire e Savary ha cercato di prendere tempo facendo girare il corsaro d'isola in isola in certa di materie prime da rivendere ad alti prezzi. Durante una sosta all'isola di Santorino, Savary presenta ad Angelica Vassos Mikolès, suo figlio, e le comunica che il giovane li precederà a Candia e che sarà loro di aiuto per un'eventuale fuga.
Giunti finalmente a Candia, Angelica riesce a parlare con Rochat, reggente della carica di console di Francia, salito a bordo della nave e le chiede aiuto ma l'uomo la informa che purtroppo ha le mani legate e che non può aiutarla in alcun modo. L'uomo riesce però a combinare un incontro tra Alì Mektube e Savary. In attesa del giorno dell'asta, Angelica viene rinchiusa nella prigione della dimora di d'Escrainville. Lì viene avvicinata da Savary che le chiede di scrivere un messaggio da far recapitare a suo marito tramite Alì Mektube suo nipote. La donna, decisa a ritardare l'asta nella speranza che il marito possa giungere a salvarla, chiede che le venga procurata una forbice per tagliarsi i capelli che tanto potrebbero piacere ad eventuali acquirenti. Scoperto il piano di Angelica, d'Escrainville la punisce facendola rinchiudere in un'altra prigione piena di gatti feroci che per poco non sfregiano il suo corpo.
Il giorno dell'asta Angelica prega il signor Rochat di chiedere ai Cavalieri di Malta se possono acquistarla evitandole così di finire in un harem. Al termine di un'asta molto combattuta, Angelica finisce per essere acquistata dal Rescator. Approfittando del trambusto causato incendiando le navi in porto servendosi del fuoco greco ricreato da Savary, Mikolès riesce a trarre in salvo Angelica. I fuggitivi lasciano poi Candia a bordo di una barca. Colpiti da una tempesta, i naufragi vengono salvati da una galera di Malta e condotti a La Valletta. Qui Angelica viene avvicinata da Mohammed Raki, giunto sull'isola appena appreso che qui si trovava la donna, il quale le comunica di aver lavorato per anni come domestico per suo marito e che l'uomo ora vive a Bona.
Su una galera dei cavalieri di Malta, Angelica parte alla volta della costa africana ma durante il viaggio la nave viene attaccata dai barbareschi e la donna, come il resto dell'equipaggio, fatta prigioniera e condotta ad Algeri.

### Parte terza - Il grande eunuco
Ad Algeri Angelica scopre di essere stata catturata su ordine di Mezzo Morte, ammiraglio di Algeri, il quale l'ha fatta cadere in una trappola inviandole il suo consigliere Amar Abbas spacciatosi per Mohammed Raki con lo scopo di convincerla ad imbarcarsi per Bona. Mezzo Morte intende infatti far dono di Angelica al Sultano del Marocco.
In seguito Angelica ha modo di conoscere Osman Ferragi, Grande Eunuco del Sultano del Marocco, Mulay Ismail. Col passare dei giorni, tra Angelica e quell'uomo viene ad instaurarsi una sorta di amicizia e rispetto reciproco. In vista della partenza per il Marocco, Osman Ferragi costringe la donna a studiare l'arabo e il Corano. Dopo diverso tempo la carovana parte e durante il viaggio l'eunuco rivela ad Angelica il suo piano di fare di lei la terza moglie del sultano. La donna, nella speranza di dissuadere l'uomo da tale progetto, le fa credere di essere più anziana di quello che è e di essere irrimediabilmente frigida. Per verificare se quanto da lei asserito corrisponda al vero o meno, egli costringe lo sceicco Abd-el-Kharam a sedurla e poi provvede a farlo giustiziare. Scoperto così che la donna mentiva, l'eunuco può continuare a ben sperare per il compimento dei suoi piani.
Giunta a Meknès, Angelica viene rinchiusa con le altre donne nell'harem dove è perennemente guardata a vista dagli eunuchi. Avvilita per la vita che l'attende e desiderosa di fuggire la donna chiede aiuto a Savary, condotto anch'egli in Marocco, il quale le dice di non perdersi d'animo e che studierà un modo per aiutarla a fuggire. Angelica ben presto si accorge delle terribili condizioni in cui sono trattati gli schiavi cristiani, primo tra tutti il normanno Colin Paturel, eletto dai prigionieri del sultano come loro capo. In seguito alle continue richieste di Paturel, Mulay Ismail concede il permesso ai Padri della Redenzione, religiosi che s'inoltrano nelle regioni musulmane per riscattare i prigionieri, di entrare in Marocco. I Padri portano diversi doni al sultano e da questi ottengono il permesso di riscattare duecento prigionieri. Angelica riesce ad incontrare uno di essi e dopo avergli rivelato di essere la marchesa di Plessis-Bellière lo prega di recarsi a Versailles una volta tornato in Francia per chiedere aiuto al re per liberarla. Scoperto che sotto l'Ordine dei Padri della Redenzione si nasconde quello dei Padri della Trinità – ordine da lui inviso -, Mulay Ismail interrompe le trattative per poi riprenderle in modo diverso da come deciso inizialmente: i Padri ottengono il riscatto di soli dodici prigionieri invece dei duecento promessi. Disgustato per come sono andate a finire le cose, Colin Paturel decide che è giunto il momento di fuggire e decide, insieme ad alcuni fedelissimi, di mettere in atto un piano di fuga progettato interamente da Savary.
Una mattina Savary da appuntamento ad Angelica in un palmeto e la mette al corrente del piano di fuga che ha organizzato informandola, tra l’altro, dell’esistenza di una porticina chiusa a chiave che conduce fuori dell'harem la cui chiave è posseduta solamente dal Grande Eunuco e da Leila Aicha. Improvvisamente giunge sul posto Mulay Ismail, il quale avendo riconosciuto Savary come un uomo sapiente gli ordina di convertirsi e diventare musulmano. Al rifiuto dell'anziano di convertirsi il sultano inizia a colpirlo ripetutamente con una lancia e Angelica si vede costretta ad intervenire per fermarlo. Ma purtroppo per Savary è troppo tardi: l'uomo muore infatti poco dopo a causa delle ferite.
Poiché Mulay Ismail l'ha ormai veduta, Osman Ferragi si trova costretto a presentare Angelica al sultano, il quale resta colpito della sua bellezza. Più tardi, mentre la donna sta riposando, Mulay Ismail tenta di approfittare di lei. Angelica istintivamente afferra il pugnale dell'uomo e lo colpisce ferendolo alla gola. Per aver attentato alla vita del sultano, la donna viene condannata ad essere frustata e solo l'intervento di  Osman Ferragi - che informa il sovrano che la donna si concederà a lui - impedisce che su di essa vengano perpetrate altre terribili torture. Angelica non intende però concedersi al sultano affermando di preferire mille volte di più il martirio. Il Grande Eunuco temporeggia affermando che avrà tempo di ricredersi visto che passerà almeno un mese prima che la donna venga nuovamente presentata al sovrano.
Nei giorni seguenti Angelica viene avvicinata da Esprit Cavaillac, addetto alle fontane del sultano, il quale le comunica che nonostante la morte di Savary la fuga dei prigionieri avrà luogo e la prega di fargli avere al più presto la chiave della porta che conduce fuori dall'harem. Angelica si reca quindi dalla sultana Leila Aicha e la supplica di aiutarla a fuggire. La donna, vedendo nella fuga di Angelica un modo per togliersi di torno sia una potenziale rivale che il suo nemico Osman Ferragi, accetta di aiutarla consegnandole la chiave.
Appreso della partenza improvvisa di Osman Ferragi, Angelica convince i prigionieri ad anticipare l'evasione e quando giunge la notte della fuga le sultane Leila Aicha e Daisy-Valina accompagnano la donna fino alla porta che conduce fuori dall'harem. La fuga di Angelica viene però bruscamente interrotta dall'improvvisa comparsa di Osman Ferragi, il quale rivela alla donna di essersi recato ad Agadir nella speranza di mettersi in contatto con il Rescator. L'eunuco la informa che il pirata presto sarebbe giunto a Meknès per portarla via con sé ed è poi sul punto di rivelare ad Angelica qualcosa di importante sul Rescator quando viene ucciso da Colin Paturel. I due poi fuggono fino al quartiere ebraico di Meknès dove si nascondono presso la dimora di Samuele Maimoran, genero di Savary, dove trovano ad aspettarli i loro compagni di fuga: Jean-Jean, il parigino, Piccinino il veneziano, il marchese di Kermoeur, Francesco Bargus, l'arlesiano, Giovanni d'Harrostegui e l'anziano Caloéns.

### Parte quarta - L'evasione
Dopo essersi nascosti alcuni giorni nel quartiere ebraico, il gruppo di fuggitivi riprende il cammino travestiti da mori e dirigendosi verso il sud del Marocco.
Il lungo viaggio intrapreso dal gruppo attraverso villaggi, montagne impervie e deserti assolati si rivela più arduo del previsto nonché fallimentare: Francis l'arlesiano muore cadendo da una rupe,Kermoeur viene ucciso da un leone che ferisce mortalmente anche Caloéns. Mentre Angelica e Colin Paturel restano al capezzale del vecchio morente, gli altri tre li precedono al  luogo dove hanno appuntamento con Rabi Maimoran. Quando anch'essi giungono al luogo dell'appuntamento, i due trovano l'ebreo e Jean-Jean impiccati e indagando nel villaggio vicino Colin Paturel  apprende che sono stati traditi da qualcuno e che anche gli altri due loro compagni sono morti. Rimasti soli i due proseguono il loro cammino attraverso un villaggio e poi sulle montagne del Rif. Qui Angelica viene morsa da un serpente, ma viene salvata e curata da Colin. Ben presto i due si scoprono attratti l'uno dall'altra e si abbandonano alla passione. 
Dopo diversi altri giorni di cammino, i due raggiungono ormai stremati la città di Ceuta. Qui, una volta dopo essersi ripresa, Angelica scopre che Luigi XIV ha inviato il signor di Breteuil a Ceuta col compito di trattare con Mulay Ismail affinché la marchesa del Plessis-Bellière venisse liberata. In seguito, mentre è affacciata ad un balcone, Angelica vede passare Colin Paturel, il quale la informa che sta per imbarcarsi su un mercantile diretto nelle Indie Orientali. Angelica resta poi sconvolta nell'apprendere che l'uomo ora la detesta  in quanto nobile. Distrutta dal dolore, la donna si domanda se possa mai esistere un posto al mondo ove a contare fossero la bontà, il coraggio e l'intelligenza e non la ricchezza e la nobiltà.
Quella sera Angelica si rincontra con il signor di Breteuil pregandolo di rientrare in Francia per avvertire il re dell'esito felice della missione e assicurandogli che appena si fosse rimessa completamente avrebbe fatto rientro in patria. L'uomo le risponde che questo non è affatto possibile perché ha ricevuto dal re l'ordine di arrestarla.

## Adattamenti
Dal romanzo sono stati tratti, nel 1967 e nel 1968, i film L'indomabile Angelica e Angelica e il gran sultano, diretti da Bernard Borderie ed interpretati da Michèle Mercier e Robert Hossein.
Sempre in quegli anni, il romanzo è stato trasportato sullo schermo in due film turchi, Anjelik Osmanlı saraylarında e Anjelik ve Deli Ibrahim, ormai considerati introvabili.

## Edizioni
- 1965 - Garzanti (collana "Romanzi Moderni")
- 1965 - Garzanti (collana "Romanzi e Realtà") — diviso nei due volumi Angelica l'indomabile e Angelica schiava d'Oriente
- 1966 - Garzanti (collana "Romanzi e Realtà") — diviso nei due volumi Angelica l'indomabile e Angelica schiava d'Oriente
- 1976 - Garzanti (collana "Eroi e Eroine")
- 1979 - Euroclub
- 1981 - A. Vallardi
- 1999 - Tea Due — diviso nei due volumi Angelica l'indomabile e Angelica schiava d'Oriente